# Manierizmus (művészet)
A manierizmus a kb. 1530-tól 1600-ig tartó stílustörténeti korszak elnevezése, amely a reneszánsz és a barokk korszakot kötötte össze. A fogalom az olasz maniera szóból ered, melynek magyar jelentése mód vagy manír, de később modorosságot is jelentett. Itáliából indult ki, Németalföldön, Franciaországban és Németországban terjedt el. A 16. század első felében a késő reneszánsz, a század utolsó évtizedében és 1600 után a korai barokkal él együtt. Az új elvek már az érett reneszánsz két nagy alkotójánál is jelen voltak, Raffaellónál például a Borgó égése című mű (1514–17, Vatikán), Michelangelónál pedig az Utolsó ítélet című festményen (1535–41, Vatikán, Sixtus-kápolna). Ezeknél a munkáknál a művész már szakít a hagyományos ikonográfiával.

## Jellemzői
Egyéni érett látásmód jellemzi.
Erősen intellektuális jellegű, megoldásai nem természetesek. Különleges ritmusú kompozícióival, valóságellenes térképzéssel, és új szépségeszméivel szemben állt a reneszánsz tulajdonságaival – gyakoriak a meghosszabbított formák, mint az illusztráción a Madonna nyaka, vagy a testrészek elcsavart, természetellenes pózban láthatók. 
- figurák lapossága
- egymás mellé helyezett, elkülönített alakok
- sokalakos kompozíciónak nincs megfelelő súlypontja
- erősen körvonalas, rajzos ábrázolásmód
- részletezés, túlzott aprólékosság
- sajátos téralkotás
- újszerűség hajszolása
- emlékezetből festett képek jellegzetes féktelensége, megjelenik a fantázia.
- nyugtalanság érzése
- misztikum felé fordulás.

## A manierista építészet
Fő jellemzői a szokatlan, egyedi kompozíciók, az épület elszigetelése a közvetlen környezetétől, magasabb síkon helyezkedik el, szűkre zárja a kilátást és ezt a szűk falmezőt zsúfolja különböző díszítményekkel, melyek a fal síkjához kötődnek.
Feloldják a tektonikus logikát, a homlokzat egyenlőtlen pillérekkel tagolódik, az udvar hosszú utcának tűnik, majd keskeny nyújtott loggiával zárják le. 
Az épület formai tisztasága és a díszítmények közötti ellentét a manierizmus szellemiségét mutatja. A külső homlokzati részre a kulisszaszerűség jellemző, és a rusztika önkényes félbeszakítása.

### A kor neves építészei
- Michelangelo Buonarroti
- Giorgio Vasari
- Baldassare Peruzzi
- Giovanni Sallustio Peruzzi
- Giulio Romano
- Giacomo Barrozi Vignola

## Manierista festők

### Első nemzedék
- Jacopo Pontormo (1494–1557)
- Giulio Romano (1499–1546)
- Rosso Fiorentino (1494–1540)
- Domenico Beccafumi (1486–1551)
- Agnolo Bronzino (1503–1572)
- Parmigianino (1503–1540)
- Tiziano Vecellio (1485–1576)
- Jacopo Tintoretto (1518–1594)

### Második nemzedék
- Daniela da Volterra
- Giuseppe Arcimboldo
- El Greco
- Santi Gucci
- Taddeo Zuccaro

### Németalföldi és német manieristák
- Hans von Aachen
- Johann Friedrich Vermeer (további neve ismeretlen)

## Szobrászok
- Benvenuto Cellini
- Bartolomeo Ammannati
- Pietro Bernini